# Australie en coupe du monde de cricket de 2007
L'équipe d'Australie de cricket a remporté la Coupe du monde de cricket de 2007 en battant le Sri Lanka et en gagnant tous ses matchs. C'est le quatrième titre des Australiens dans cette compétition après 1987, 1999 et 2003, et le troisième consécutif.

## Effectif
L'équipe était entraînée par John Buchanan, qui était déjà à la tête de la sélection lorsqu'elle remporta la Coupe du monde de cricket de 2003 et l'ICC Champions Trophy de 2006. La sélection a été annoncée le 13 février 2007. Blessé, Brett Lee a été remplacé le 23 février par Stuart Clark.
La sélection était composée des joueurs suivants :
| N° | Joueur           | Rôle                                        | Équipe                 |
| -- | ---------------- | ------------------------------------------- | ---------------------- |
| 14 | Ricky Ponting    | captaine, batteur                           | Tasmanie               |
| 59 | Nathan Bracken   | fast bowler                                 | Nouvelle-Galles du Sud |
| 8  | Stuart Clark     | fast bowler                                 | Nouvelle-Galles du Sud |
| 23 | Michael Clarke   | batteur                                     | Nouvelle-Galles du Sud |
| 18 | Adam Gilchrist   | vice-capitaine, gardien de guichet, batteur | Australie-Occidentale  |
| 57 | Brad Haddin      | gardien de guichet, batteur                 | Nouvelle-Galles du Sud |
| 28 | Matthew Hayden   | batteur                                     | Queensland             |
| 17 | Brad Hodge       | batteur                                     | Victoria               |
| 31 | Brad Hogg        | Spin bowler                                 | Australie-Occidentale  |
| 48 | Michael Hussey   | batteur                                     | Australie-Occidentale  |
| 25 | Mitchell Johnson | fast bowler                                 | Queensland             |
| 11 | Glenn McGrath    | fast bowler                                 | Nouvelle-Galles du Sud |
| 63 | Andrew Symonds   | all-rounder                                 | Queensland             |
| 32 | Shaun Tait       | fast bowler                                 | Australie-Méridionale  |
| 33 | Shane Watson     | all-rounder                                 | Queensland             |

## Parcours

### Phase de poules
L'Australie était dans le groupe A, avec l'Afrique du Sud, les Pays-Bas et l'Écosse. Elle a remporté ses trois matchs et a fini première de sa poule.
| Date    | Scores                                                         | Résultat                     | Homme du match             |
| ------- | -------------------------------------------------------------- | ---------------------------- | -------------------------- |
| 14 mars | Australie 334/6, 50 overs Écosse 131 all out, 40,2 overs       | Australie gagne par 203 runs | Ricky Ponting (Australie)  |
| 18 mars | Australie 358/5, 50 overs Pays-Bas 129 all out, 26.5 overs     | Australie gagne par 229 runs | Brad Hodge (Australie)     |
| 24 mars | Australie 377/6, 50 overs Afrique du Sud 294 all out, 48 overs | Australie gagne par 83 runs  | Matthew Hayden (Australie) |

### Super Eight
L'Australie s'étant qualifiée pour le deuxième tour, appelé Super Eight, elle a rencontré dans une poule unique toutes les autres nations qualifiées, à l'exception de l'Afrique du Sud, qu'elle avait déjà affrontée en phase de poule. Les Australiens remportèrent tous leurs matchs et finirent premier du Super Eight.
| Date     | Scores                                                             | Résultat                       | Homme du match             |
| 27 mars  | Australie 322/6, 50 overs Indes occidentales 219 all out           | Australie gagne par 103 runs   | Matthew Hayden (Australie) |
| 31 mars  | Bangladesh 104/6, 22 overs Australie 106/0, 13.5 overs             | Australie gagne par 10 wickets | Glenn McGrath (Australie)  |
| 8 avril  | Angleterre 247 all out, 49.5 overs Australie 248/3, 47.2 overs     | Australie gagne par 7 wickets  | Matthew Hayden (Australie) |
| 13 avril | Irlande 91 all out, 30 overs Australie 92/1, 12.2 overs            | Australie gagne par 9 wickets  | Glenn McGrath (Australie)  |
| 16 avril | Sri Lanka 226 all out, 49.4 overs Australie 232/3, 42.4 overs      | Australie gagne par 9 wickets  | Nathan Bracken (Australie) |
| 20 avril | Australie 348/6, 50 overs Nouvelle-Zélande 133 all out, 25.5 overs | Australie gagne par 215 runs   | Matthew Hayden (Australie) |

### Demi-finale
| Date     | Scores                                                             | Résultat                      | Homme du match            |
| 25 avril | Afrique du Sud 149 all out, 43.5 overs Australie 153/3, 31.3 overs | Australie gagne par 7 wickets | Glenn McGrath (Australie) |

### Finale
| Date     | Scores                                              | Résultat                          | Homme du match             |
| 28 avril | Australie 281/4, 38 overs Sri Lanka 215/8, 36 overs | Australie gagne par 53 runs (D/L) | Adam Gilchrist (Australie) |

## Records

### Records de l'équipe d'Australie
L'équipe d'Australie a établi plusieurs records au cours de cette victoire en coupe du monde :
- Plus grand nombre de victoires finales en Coupe du monde (4)
- Plus grand nombre de victoires finales consécutives (3)
- Plus grand nombre de matchs consécutifs gagnés, sur plusieurs éditions (23, série en cours)[3]
- Plus grand nombre de matchs consécutifs sans défaite, sur plusieurs éditions (29, série en cours)[3]

### Records individuels
- Plus grand nombre de wickets en Coupe du monde, battu par Glenn McGrath (71)[4]
- Plus grand nombre de wickets en une Coupe du monde, battu par Glenn McGrath (26)[5]
- Plus grand nombre de dismissals en Coupe du monde par un gardien de guichet, détenu par Adam Gilchrist (52) [6]
- Plus grand nombre de catches en Coupe du monde, détenu par Ricky Ponting (25)[7]
- Plus grand nombre de matchs joués, détenu par Ricky Ponting et Glenn McGrath (39)[8]